# Джордж Турленд Прайор
Джордж Турленд Прайор (народився 16 грудня 1862 в Оксфорді; † 8 березня 1936) — британський мінералог, відомий подальшим розвитком класифікації метеоритів Густава Роуза.
Раніше вивчав хімію та фізику в Оксфордському університеті (Коледж Магдалини), отримавши дипломи в 1885 і 1886 роках. З 1887 року він працював у Британському музеї у відділі мінералогії (нині Музей природної історії) і був хранителем мінералогії з 1909 по 1927 рік. Спочатку він займався хімічним аналізом мінералів, а пізніше — метеоритів.
У 1905 році отримав ступінь доктора наук. в Оксфорді.
Він був членом Королівського товариства (1912). У 1927 році він отримав медаль Мерчісона. На його честь в Антарктиді названі острів Пріор і гора Пріор.

## Праці
- On the genetic relationship and classification of meteorites, Mineralogical Magazine, Band 18, 1916, S. 26–44.
- The classification of meteorites, Mineralogical Magazine, Band 19, 1920, S. 51–63.
- Catalogue of Meteorites, British Museum 1923